# Junta governativa sergipana de 1822-1824
Quando D. João VI transformou as capitanias em províncias, estas foram inicialmente governadas por uma junta governativa provisória.
Cinco eram os membros da junta da província de Sergipe:
1. José Mateus da Graça Leite Sampaio (presidente da junta)
2. Guilherme José Nabuco de Araújo
3. Dionísio Rodrigues Dantas
4. Domingos Dias Coelho e Melo
5. José Francisco de Menezes Sobral.

A junta governativa sergipana administrou a província de 1 de outubro de 1822 a 5 de março de 1824.